# فرودگاه رودز-مارسیلاس
فرودگاه رودز-مارسیلاس (به انگلیسی: Rodez-Aveyron Airport) (به زبان بومی: Aéroport de Rodez-Aveyron) یک فرودگاه همگانی با کد یاتا RDZ است که یک باند فرود آسفالت دارد و طول باند آن ۲۱۰۰ متر است. این فرودگاه در کشور فرانسه قرار دارد و در ارتفاع ۵۸۲ متری از سطح دریا واقع شده‌است.

## شرکت‌های هواپیمایی و مقصدهای پروازی
| شرکت‌های هواپیمایی | مقصدهای پروازی                                            |
| ----------------- | --------------------------------------------------------- |
| Eastern Airways   | لیون-سینت اگزوپری، اورلی فصلی: میلانو مالپنسا، ساوت‌همپتون |
| رایان‌ایر          | فصلی: بروکسل جنوب شرلروآ، دوبلین                          |